# Mitscher (Schiff, 1994)
Die Mitscher, auch USS Mitscher (Kennung: DDG-57), ist ein Lenkwaffenzerstörer der Arleigh-Burke-Klasse (Flight I) der United States Navy.

## Geschichte
Die spätere Mitscher wurde am 13. Dezember 1988 bestellt und am 12. Februar 1992 bei Ingalls Shipbuilding in Pascagoula im Bundesstaat Mississippi auf Kiel gelegt. Der Stapellauf erfolgte am 7. Mai 1993, wobei das Schiff von Elizabeth Ferguson nach dem Namenspatron Marc Andrew Mitscher, einem amerikanischen Admiral im Pazifikkrieg getauft wurde. Die Indienststellung war am 10. Dezember 1994.
Die Mitscher fährt in der Atlantikflotte. Seit der Indienststellung fuhr das Schiff mehrmals im Rahmen von Carrier Vessel Battle Groups ins Mittelmeer und nahm an zahlreichen Übungen in der Karibik teil. Der erste Einsatz begann 1996 mit der Enterprise ins Mittelmeer.
Im Jahr 2001 verlegte der Zerstörer mit der Harry S. Truman ins Mittelmeer und legte unter anderem in Algier an. Bei Übungen fuhr die Mitscher mit dem U-Boot Norfolk und der algerischen Fregatte Rais Kellich sowie dem U-Boot El Hadj Slimane (einer Exportversion des sowjetischen Projekt 877 (Kilo-Klasse)) in einer Kampfgruppe. Im April 2003 durchfuhr die Mitscher den Suezkanal im Rahmen der Operation Iraqi Freedom.
2007 nahm die Mitscher an der Übung UNITAS teil; sie bildete eine Kampfgruppe mit der Pearl Harbor, der Samuel B. Roberts und der chilenischen Almirante Latorre. 2008 nahm sie an der Fleet Week Port Everglades in Fort Lauderdale, Florida teil. Anfang 2009 verlegte das Schiff, um an der multinationalen Übung Taurus teilzunehmen. Unter Führung der Bulwark der britischen Marine fand die Übung im Mittelmeer und Asien statt. 2011 fuhr der Zerstörer an der Seite der George H. W. Bush in arabische und europäische Gewässer.